# ميادة بسيليس
ميادة بسيليس مطربة سورية (28 يوليو 1967 - 17 مارس 2021) من مواليد مدينة حلب، وبدأت مشوارها الغنائي منذ سن التاسعة عبر إذاعة حلب. زوجها الموسيقار سمير كويفاتي.

## مسيرتها الفنية
صدر لها 14 ألبوم بداية من العام 1986 حيث كانت البداية مع البوم «يا قاتلي بالهجر» وهي أغنية من الفلكلور السوري القديم. لكن بدأت مسيرتها الفنية منذ العام 1976 والملاحظ في أغاني ميادة تنوع أغانيها من خلال كل ألبوماتها من ناحية الكلمات والألحان بين تجديدها للفلكلور وإنشادها للترانيم الدينية المسيحية والأغاني الوطنية وحفاظها على شكل الأغنية العربية الراقية.
تعتبر أغنيتها «كذبك حلو» التي حازت على الجائزة الذهبية كأفضل أغنية عربية في العام 1999 بمثابة جواز سفرها نحو عالم الشهرة. في عام 2010 صدر لها ألبوم بعنوان «إلى أمي وأرضي» وهو عمل تأخر موعد صدوره كثيرا ولكنه كان في المستوى الذي أمله واعتاده جمهور ميادة منها. كما قامت ميادة أيضا خلال مسيرتها الفنية بغناء العديد من شارات المسلسلات السورية الضخمة مثل: «إخوة التراب» و«أيام الغضب».
أَحيت الكثير من الحفلات في مختلف المحافل لعلَّ مِن أبرزها حفل في مجمع «قصر الفنون الجميلة» في سان فرانسيسكو - الولايات المتحدة، وحفلتاها: في دار الأوبرا في مدريد - إسبانيا وفي دار الأوبرا المصرية - القاهرة عام 1998 مُمَثِّلةً الليلةَ السورية.

## أعمال شاركت بها
- في عام 1976 سجّلت دور أصل الغرام في إذاعة حلب وكانت الأولى في برنامج الهواة.
- في عام 1978 قدمت أوبريت «ملكة القطن والشمس» ونالت كأس أجمل صوت في مهرجان الطلائع
- في عام 1979 دعتها إذاعة حلب للمساهمة في برنامج «حكايات عمو رضوان» بأغنية تغنيها في ختام كل حلقة
- شاركت في مهرجان بغداد لغناء الناشئين وحصلت على جائزتي أجمل صوت وأجمل أداء
- في عام 1982 قدمت أوبريت «عروس القلعة» وحفلاً غنت فيه مجموعة من الأغاني التراثية والشعبية
- في عام 1995 شاركت في حفل افتتاح القناة الفضائية السورية وفي مهرجان الأغنية السورية الثاني
- في عام 1998 ساهمت في تقديم الليلة السورية في دار الأوبرا المصرية بالقاهرة
- في عام 1999 نالت الدرع التذكارية عن أغنيتها: «حنينة» من مهرجان عيد الأم في عمان - الأردن.
- قدمت أمسيتها المريمية في حمص - سورية وفي عمان - الأردن.
- أقامت حفل على مدرج قلعة حلب ضمن فعاليات مهرجان بصرى.
- أقامت حفلتين في دار الأوبرا: مدريد - إسبانيا للجالية السورية.
- قدمت حفل في قصر الأونيسكو بيروت - لبنان
- أقامت حفل للجالية السورية في لوس أنجلوس -الولايات المتحدة الأمريكية.
- أقامت حفل في مجمع (The Palace Of Fine Art) للجالية السورية في سان فرانسيسكو.
- شاركت في مهرجان المدينة تونس بحفلتين في المسرح البلدي.

## جوائز وتكريمات
- نالت الأورنينا الذهبية عن أغنية «هوى تاني» كما نالت الأغنية ذاتها جائزة الأورنينا كأفضل لحن حديث
- في مهرجان الأغنية السورية السادس نالت أغنيتها: «خليني على قدي» جائزة أفضل لحن حديث في مهرجان الأغنية السورية السابع.
- 2004: نالت المرتبة الثالثة في مهرجان الأغنية السورية عن أغنية «طيب خليك»
- نالت الجائزة الأولى في مهرجان الموسيقى العربية في الدار البيضاء عن أغنية «يا رجائي»
- في عام 2001: نالت الجائزة الذهبية كأفضل أغنية مصورة (فيديو كليب) في مهرجان البحرين عن أغنيتها: «هوى تاني»
- في عام 1996 نالت جائزة الأورنينا الذهبية عن قصيدتها «حنين»، والثامنة: «مريميات» نالت جائزة أورنينا لأفضل أداء وحضور
- نالت جائزة الأورنينا الذهبية عن أغنيتها «يا غالي» (مهرجان الأغنية الخامس 1998).
- نالت جائزة الأورنينا عن أغنية: «كذبك حلو» كأفضل أداء وحضور مسرحي (مهرجان الأغنية السورية الرابع 1998)
- نالت الجائزة الذهبية عن أغنيتها «كذبك حلو» من مهرجان القاهرة.

## أعمالها

### ألبومات
- 1986 - قدُمت مجموعتها الأولى «يا قاتلي بالهجر»
- 1990 - قدّمت مجموعتها الثانية: «خلقت جميلة»، والثالثة:«أبانا» (ترانيم دينيّة)
- 1993 - قدّمت مجموعتها الرابعة: «بقلبي في حكي»، والخامسة: «شجرة العيد» (أغاني ميلاديّة)، والسادسة:«أمسية ميلادية» (ترانيم دينيّة)
- 1997 - قدّمت مجموعتها السابعة: «حنين»، والثامنة:«مريميات»
- 2002 - قدّمت مجموعة أغاني وطنية باسم «أجراس بيت لحم»

### شارات مسلسلات
- شارة مسلسل "أخوة التراب"
- شارة مسلسل "جواد الليل"
- شارة مسلسل "أيام الغضب"
- شارة مسلسل "أبناء القهر"
- شارة مسلسل بنات العيلة
- شارة مسلسل لست جارية
- شارة مسلسل نساء صغيرات
- شارة مسلسل «حارس القدس»
- شارة مسلسل قيود الروح

## مرضها ووفاتها
في 20 فبراير 2021، كشف سمير كويفاتي زوج ميادة عن إصابتها بمرض السرطان، وبتاريخ 17 مارس 2021 ميلاديًّا، الموافق 4 شعبان 1442 هجريًّا، أعلنت وزراة الإعلام السورية وفاتها بعد صراع مع المرض العضال، عن عمر ناهز 54 عامًا.

## وصلات خارجية
- الموقع الخاص بها وبزوجها الموسيقار سمير كويفاتي